# Emarginata
Emarginata  es un género de aves paseriformes perteneciente a la familia Muscicapidae. Sus tres miembros son nativos del África austral y anteriormente se clasificaban en el género Cercomela. Estudios de filogenéticos realizados en 2010 y 2012 descubrieron que Cercomela era polifilético. Como parte de una reorganización de especies para crear géneros monofiléticos, tres de sus especies fueron asignadas a Emarginata.

## Especies
El género contiene las siguientes tres especies:
- Emarginata sinuata (Sundevall, 1858) — colinegro sudafricano;
- Emarginata schlegelii (Wahlberg, 1855) — colinegro del Karroo;
- Emarginata tractrac (Wilkes, 1817) — colinegro tractrac.